# Gopher (rapper)
Gopher, pseudonimo di Dario Troso (Lecce, 26 settembre 1971), è un rapper e cantante italiano, tra i pionieri del rap e raggamuffin italiano.
È noto anche come Gopher D, Unto Ke o King Bleso. Ha fatto parte del gruppo Isola Posse All Stars e ha collaborato con gruppi storici come i Sangue Misto e i Sud Sound System.

## Biografia
Dopo anni passati suonando in vari gruppi, di vari generi musicali, inizia a fare rap alla fine del 1988 ed esordisce su disco con l'esperienza bolognese di Stop al panico (Febbraio 1991), partecipando in seguito (1994) al disco SxM dei Sangue Misto (storica band hip hop italiana), nel brano La parola chiave.
Successivamente, approfondisce il suo legame con il reggae entrando a far parte della band salentina dei Sud Sound System: la sua prima apparizione è nell'album Salento Show Case del 1994 con il pezzo Ilenu (Veleno), e poi nell'album di grande successo: Comu na petra. Gopher esce dalla crew Sud Sound System nel 1998.
In seguito, Gopher rientra nella scena più prettamente hip hop, realizzando collaborazioni importanti come il brano Tifititaf insieme a DJ Gruff, contenuto nell'album Zero Stress.
Nel 2000 esce il disco Lu servu de Diu, che vede l'artista al debutto come solista realizzando un discreto successo. Da qui in poi si susseguono diverse produzioni, che ne hanno determinato la scalata alla popolarità. Infatti, in coppia con Kaos, nel 2002, Gopher pubblica il disco L'anello mancante EP sotto il nome Neo Ex. Nel 2003 viene prodotto Hairyshima, album strumentale in cui l'artista mostra tutta la sua originalità e qualità anche come produttore jazz-funk. E ancora, Liquidi spigoli è il disco che prende vita nel 2004, seguito da Wastasi Showcase nel 2005.
Sempre nel 2005, l'artista rinnova il proprio nome d'arte in Unto Ke e produce Jet Five, disco interamente strumentale di musica Funk Jazz. Dopo tanti anni di successi, il fallimento del negozio Wastasi, avvenuto nel 2006, obbliga l'artista a rallentare la propria produzione musicale, ma si tratta di una pausa che si conclude subito, data l'uscita del nuovo album Cocoa and dust sempre sotto la firma di Unto Ke.

## Discografia

### Album
- 2000 - Lu servu de diu
- 2003 - Hairyshima
- 2005 - Wastasi showcase
- 2005 - Jet five (firmato Unto Ke)
- 2006 - Cocoa and dust (firmato Unto Ke)
- 2007 - La Tregua
- 2008 - Echo of Blue (firmato King Bleso)
- 2008 - Wastasi Showcase vol. 2
- 2010 - Oku  (firmato "King Bleso & The Voodoo Soul Unlimited")

### EP
- 2002 - Neo-Ex (Kaos & Gopher) - L'anello mancante EP
- 2004 - Liquidi spigoli

### Singoli
- 1991 - Stop al panico con Isola Posse All Stars (12", Century Vox)
- 1992 - Passa parola con Isola Posse All Stars (12", Century Vox)
- 2001 - Mangia la mia polvere (12")

### Raccolte
1994 - Salento Showcase 94 (con Sud Sound System)
2007 - Ravana Mixtape

### Colonne sonore
- 2000 - Lu rusciu te lu mare (Fluid Video Crew)
- 2001 - Norge pa langs (Fluid Video Crew)
- 2001 - Sale (Geco)
- 2003 - Italian Sud Est (Fluid Video Crew, con Brutopop)

### Collaborazioni
- 1993 - Sangue Misto - La parola chiave su SxM
- 1996 - Sud Sound System - Comu na petra
- 1997 - Sud Sound System - No playback